# Chaetomium carinthiacum
Chaetomium carinthiacum är en svampart som beskrevs av Sörgel 1961. Chaetomium carinthiacum ingår i släktet Chaetomium och familjen Chaetomiaceae.   Inga underarter finns listade i Catalogue of Life.